# 谷口洋志
谷口 洋志（たにぐち ようじ、1952年12月28日 - ）は、日本の経済学者、中央大学名誉教授。元中央大学副学長（2019年4月1日～2021年5月26日）。

富山県富山市生まれ。1975年中央大学法学部政治学科卒業。1983年早稲田大学大学院経済学研究科（応用経済学専攻・経済政策専修）博士課程単位取得退学。1984年富士短期大学講師。86年助教授。1992年麗澤大学国際経済学部助教授。96年教授。97年中央大学経済学部教授。2002年「米国の電子商取引政策：デジタル経済における政府の役割」で博士（経済学）の学位を取得。2023年中央大学名誉教授。

## 著書
- 『公共経済学』創成社、1993年
- 『米国の電子商取引政策：デジタル経済における政府の役割』創成社、2000年

### 共編著
- 加藤寛編『入門公共選択』三嶺書房、1983年
- 和田禎一・浅野克巳・谷口洋志『企業と市場の経済学』中央経済社、1989年
- 高山龍三・速水昇・谷口洋志『経済学入門』富士短期大学出版部、1989年
- 長谷川啓之編『現代経済政策入門』学文社、1990年
- 長谷川啓之編『マクロ経済学とミクロ経済学』八千代出版、1990年
- 長谷川啓之編『経済政策の基礎理論』八千代出版、1990年
- 市川彰編『21世紀型企業』同友館、1990年
- 蘇畑卓郎・谷口洋志『経済学の基礎』創成社、1992年
- 日本学術会議・経済政策研究連絡委員会編『新しい経済フロンティアをひらく主導的産業にＩＴをどう育成するか』2001年
- 長谷川啓之・谷口洋志・安藤潤『IT革命時代の経済と政府』文眞堂、2002年
- 足立行子・椿弘次・信達郎編『ビジネスと異文化のアクティブ・コミュニケーション』同文舘出版、2002年
- 茅陽一監修・石谷久編『環境ハンドブック』産業環境管理協会、2002年
- 林昇一・高橋宏幸編『戦略経営ハンドブック』中央経済社、2003年
- 中野守編『現代経済システムと公共政策』中央大学出版部、2006年
- 栗林世・谷口洋志『現代経済政策』文眞堂、2007年
- 片桐正俊・御船洋・横山彰編『分権化財政の新展開』中央大学出版部、2007年
- 長谷川啓之監修・上原秀樹ほか編『現代アジア事典』文眞堂、2009年
- 谷口洋志・朱珉・ 胡水文『現代中国の格差問題』同友館、2009年
- 飯島大邦・谷口洋志・中野守編『制度改革と経済政策』中央大学出版部、2010年
- 長谷川啓之編『アジア経済発展論』文眞堂、2010年
- 塩見英治・山崎朗編『人口減少下の制度改革と地域政策』中央大学出版部、2011年
- 斎藤道彦編『中国への多角的アプローチ』中央大学出版部、2012年
- 斎藤道彦編『中国への多角的アプローチⅡ』中央大学出版部、2013年
- 斎藤道彦編『中国への多角的アプローチⅢ』中央大学出版部、2014年
- 岸真清・黒田巌・御船洋編『グローバル下の地域金融』中央大学出版部、2014年
- 中央大学経済研究所経済政策研究部会編『経済成長と経済政策』中央大学出版部、2016年
- 丸尾直美・宮垣元・矢口和宏編『コミュニティの再生：経済と社会の潜在力を活かす』中央経済社、2016年
- 谷口洋志編『中国政治経済の構造的転換』中央大学出版部、2017年
- 飯島大邦編『格差と経済政策』中央大学出版部、2018年
- 小淵洋一・谷口洋志・柳川隆編『地域創生、そして日本創生へ』日本経済政策学会叢書、勁草書房、2020年
- 吉見太洋編『トランプ時代の世界経済』中央大学出版部、2020年
- 谷口洋志編『中国政治経済の構造的転換Ⅱ』中央大学出版部、2020年

### 翻訳
- 『ハイエク全集 第1巻 価格と生産』佐野晋一、嶋中雄二、川俣雅弘共訳、春秋社、1988年
- D.C.ミューラー『公共選択論』加藤寛監訳、有斐閣、1993年
- G.K.へライナー『南北問題の政治経済学』長谷川啓之監訳、学文社、1998年
- クロード・メナード編著『取引費用経済学 最新の展開』中島正人・谷口洋志・長谷川啓之共監訳、文眞堂 2002年
- Andrew B.エーベル,ベン・バーナンキ『エーベル/バーナンキマクロ経済学』伊多波良雄、大野幸一、高橋秀悦、徳永澄憲、成相修共訳、シーエーピー出版、2006-07年

## 論文
- ＜谷口洋志